# Mário Antônio da Silva
Dom Mário Antônio da Silva (Itararé, 17 de outubro de 1966) é um prelado brasileiro da Igreja Católica. É arcebispo de Cuiabá.

## Presbiterato
Filho de Francisco Lucídio da Silva e Maria Célia de Souza e Silva, foi ordenado diácono em 2 de fevereiro de 1991. Em 21 de dezembro do mesmo ano, foi ordenado padre em Sengés, no estado do Paraná, por Dom Conrado Walter.

## Episcopado

### Arquidiocese de Manaus
Era chanceler da diocese de Jacarezinho quando foi nomeado bispo titular de Arena e auxiliar de Manaus no dia 9 de junho de 2010. Foi ordenado bispo na catedral diocesana de Jacarezinho em 20 de agosto de 2010, em celebração presidida por Dom Mauro Aparecido dos Santos, arcebispo de Cascavel. Dom Mário tomou posse em Manaus no dia 12 de setembro.

### Diocese de Roraima
Em 22 de junho de 2016, foi nomeado pelo Papa Francisco como o sexto bispo de Roraima.

### CNBB
Em 6 de maio, durante a 57ª Assembleia Geral da CNBB, foi eleito segundo vice-presidente da entidade para o quadriênio 2019-2023.

### Arquidiocese de Cuiabá
Em 23 de fevereiro de 2022, foi nomeado pelo Papa Francisco como sexto arcebispo de Cuiabá, sucedendo a Dom Mílton Antônio dos Santos, S.D.B., resignatário na mesma data.
Em 7 de junho de 2023 foi nomeado Administrador apostólico da Diocese de Primavera do Leste-Paranatinga até que o novo Bispo de Primavera do Leste-Paranatinga seja nomeado e tome posse.